# カンパイ (競馬)
カンパイは、競馬の競走において、公正なスタート（発馬）が出来なかった場合に発生するスタートのやり直しの事である。

## 解説
語源は、日本で居留地競馬が始まった江戸時代末期から明治時代初期の頃、スタートの失敗でやり直しをする際に外国人のスターターが出走馬に対し「カムバック」（戻ってください）と伝えたのを日本人が「乾杯」と聞き間違えた事からそう付けられたと言われている。カンバイとも呼ぶ。なおオートレースでもフライングによるスタートのやり直しもカンパイと呼ぶ。
一般にカンパイが発生する事例としては発馬機の故障および誤作動、あるいは発馬合図前にスタートするフライング行為があった場合に生じることがある。バリヤー式発馬機の時代はこれらの事象は頻繁に発生していたが現在では発馬機が自動化（ゲート式）され、かつ性能も向上して故障発生が殆ど無くなった為、滅多に発生しなくなった。かつての地方競馬では大きく出遅れたりスタート直後に落馬した競走馬がいた場合には発走委員の判断により再スタートをさせる事が稀にあったが、ダートグレード競走の開始に伴い、中央競馬と歩調を合わせるため1997年4月以降は、公正なスタートでなかった場合以外でのスタートのやり直しは認めない事となった。また過去には出走全馬がゲートに入る前にスターターが誤ってゲート開扉した為に馬がゲートから飛び出してしまい、この為にカンパイとなった例もある。

## 事例

### 中央競馬
大レースでの事例としては、1978年の天皇賞（秋）で出走のやり直しが発生している。原因はパワーシンボリのゲートが開かなかった為である。この想定外のアクシデントで、すでにスタートした他の馬の騎手が気づくのも遅く、先頭を切った馬は1周目の第4コーナー付近までおおよそ600mも走っていた。(当時の天皇賞・秋は3200mのレースであった) この直後に行われたやり直しのレースでは、暴走気味に逃げたプレストウコウを最後の直線でテンメイが交わし優勝している。このケースはスターターがゲートの故障でパワーシンボリが出られなかったと判断したためやり直しになったが、レース終了後に原因はパワーシンボリがゲートに噛み付いた結果ゲートが開かなかったことがわかり、そもそも当該馬が原因を作ったことで問題になった。
また、1981年秋の京都牝馬特別では、全馬ゲートイン終了して、係員が離れてスターターがまさにゲートを開ける寸前に1頭の馬がゲートを突き破って飛び出し、他の馬もゲートが開いたため全ての馬がスタートし、スターターがすぐに赤い旗を振ってスタートから200m先の地点にいる係員に知らせて、係員が旗を振って騎手に知らせたため、200 - 300m走っただけで終わった。このレースはフライングした馬が外枠発走となってやり直し、ロイヤルスズランが後のエリザベス女王杯馬アグネステスコを破って優勝している。スターターの素早い対応で事なきを得たケースであった。
日本の競馬の最高の晴れ舞台である日本ダービーでも1982年にロングヒエンが発走寸前にゲートを破りスタートをやり直させている。この時5番枠だったロングヒエンは外枠発走（28頭立てで、大外からさらに1頭分離れた実質30番枠からのスタート）になった。
中央競馬で最後に発生したカンパイは1997年12月20日、中山競馬場で行われた第7競走・3歳（旧年齢）500万円下条件戦で、最後の1頭（1番枠の馬）が枠入りする前にゲートを開いてしまった（最後の枠入りは通常もっとも外枠の馬だが1番枠が最後になったためスターターが失念しゲートを開けてしまった）ためにやり直しとなった。なお、このレースでは大半の馬がカンパイとなったことに気づかずに600メートルほど疾走してしまい馬場を1周してしまったベリーウェル、シルキーピンクの2頭が疲労が著しいと認められ競走除外となった（主催者側のミスのため関係者への出走手当ては支払われた）。なお、このレースは1着がエフワンナカヤマ、マチカネシルヤキミの2頭同着となった。平成期の中央競馬でのカンパイはこの事例と1990年3月31日・中山競馬第6競走（3歳（旧年齢）未勝利戦）の2例のみで、令和期ではまだ発生していない。

### 地方競馬
地方競馬では、近年もカンパイが1年に1回程度発生している。これには、中央競馬と違う発馬機を使っていることも関係している。過去に起きた著名なカンパイの例として1974年に起きた園田事件があり、一度発馬機の不具合によりカンパイが起きたためにスタートをやり直した後、当時アラブの双璧と言われたタイムラインとスマノダイドウの発馬機に不具合が再び発生して大きな不利を受けたが、二度目ということでレースをそのまま続行させ、決勝線入線後に競走不成立となった結果、観客の一部が暴徒化し競馬場内の機器破損や放火、さらには売上金の窃盗などの暴動が起きる前代未聞の事態となった。
2002年6月19日に大井競馬場で行われた風待月特別は、同じ競走で2回カンパイが発生するという珍事となった。1回目は2頭が、2回目は前回の原因馬のうちの1頭がゲートを潜ってフライングとなった。なお、2回とも原因となった馬は競走から除外された。
2019年3月10日にはこの日の高知競馬場第6競走において発走後に1頭の前扉が正常に作動せずに4秒経過後に開いたが、不正発走と認められて発走をやり直すアクシデントが発生している。この件では不正発走の当該馬騎手（高知競馬場所属・岡村卓弥）に対して、「ゲート内で適切な扶助操作を行わなかった」として戒告処分が科された。
2020年4月2日、笠松競馬場第5競走において、9番・エネルムサシをゲートに誘導した厩務員が退出する前にゲートを開けてしまい、厩務員がスタートした馬に蹴られてしまった。発走委員が真正な発走と認めずカンパイとなったものの、全馬が馬場をほぼ一周してしまい疲労が激しいことから、競走不成立となり投票券はすべて返還された。
2024年5月8日、川崎競馬場の第4競走・第7競走（いずれも900m）において1日に2度のカンパイが発生した。このうち第4競走では12番ゲートに誘導した厩務員が離れる前にゲートが全て開き、全馬がゴールまで走ってしまったため競走能力への支障から競走除外とされ、競走不成立となった。一方、第7競走では6番・トゥーリナライトがゲートに突進したことでゲートが開き、不正発走と認められた。長い距離を走った1頭のみ競走除外となった。なお、第7競走ではカンパイの原因となったトゥーリライトの騎手野畑凌が「発走地点での扶助操作不十分」として戒告処分が科された。
2025年6月12日、大井競馬場（令和7年第4回大井競馬第4日）の第11競走（優駿スプリントトライアル、1.200m）に於いて、12番・ピンクタオルチャンが発走前にゲートから出てしまい、これを見た発走委員が不正発走と判断し、レースを中断させた。その後全馬は発走地点に戻されて暫く時間を置いた上で競走やり直しとなった。